# Фалкув
Фалкув (пол. Fałków) — село в Польщі, у гміні Фалкув Конецького повіту Свентокшиського воєводства.
Населення — 1059 осіб (2011).
У 1975-1998 роках село належало до Пйотрковського воєводства.

## Демографія
Демографічна структура на день 31 березня 2011 року:
|          | Загалом | Допрацездатний вік | Працездатний вік | Постпрацездатний вік |
| -------- | ------- | ------------------ | ---------------- | -------------------- |
| Чоловіки | 533     | 103                | 389              | 41                   |
| Жінки    | 526     | 105                | 320              | 101                  |
| Разом    | 1059    | 208                | 709              | 142                  |